# Синицын, Николай Иванович
Николай Иванович Синицын (1800—1844) — российский педагог, директор Ришельевского лицея; надворный советник.

## Биография
Николай Иванович Синицын  родился  в 1800 году в городе Санкт-Петербурге. Получив первоначальное образование в родительском доме, поступил в 1814 году в Морской кадетский корпус.
В 1819 году, по окончании курса обучения в Морском кадетском корпусе, Николай Иванович Синицын был произведен в мичманы Российского императорского флота и, несмотря на молодые годы, был назначен преподавателем в Морской корпус, где в течение восьми лет обучал гардемаринов навигации, астрономии, высшим математическим вычислениям, механике и физике, сообщая им, вместе с тем, и сведения по практике мореплавания. В эти же годы крейсировал на разных кораблях между Санкт-Петербургом и Кронштадтом, доходил до острова Исландии и затем, произведенный в 1824 году в чин лейтенанта, на военном транспорте «Кроткий» совершил под командою капитана Л. А. Гагемейстера путешествие вокруг света, продолжавшееся с 1824 по 1830 год.
В честь Н. И. Синицына названа бухта (бухта Синицына, Тихий океан, побережье Северной Америки, архипелаг Александра, 57°20′ с.ш., 135°44′ з.д., название присвоено по фамилии члена экипажа транспорта «Кропоткин» лейтенанта Н. И. Синицына) и остров (остров Синицына, Тихий океан, побережье Северной Америки, архипелаг Александра, 51°21′ с.ш., 135°46′ з.д., название присвоено в 1823 году И. Я. Васильевым).
По возвращении в столицу Николай Иванович Синицын был «за отличие» произведён в капитан-лейтенанты и получил денежное вознаграждение.

#### Одесский период
В 1832 году Н. И. Синицын был назначен директором Ришельевского лицея, с переименованием в надворные советники, и, пробыв около одиннадцати лет в этой должности, семь раз исполнял обязанности попечителя Одесского учебного округа и неоднократно удостаивался Высочайшего (монаршего) благоволения.
Синицын неоднократно размещал свои небольшие статьи в российские периодических печатных изданиях.
Николай Иванович Синицын скончался 3 июня 1844 года в городе Одессе.